# Marukawichthys
Marukawichthys är ett släkte av fiskar. Marukawichthys ingår i familjen Ereuniidae.
Kladogram enligt Catalogue of Life:
| Marukawichthys | \| \| Marukawichthys ambulator \| \| \| \| \| \| Marukawichthys pacificus \| \| \| \| |
|                | \| \| Marukawichthys ambulator \| \| \| \| \| \| Marukawichthys pacificus \| \| \| \| |
|                | Ereunias                                                                              |
|                |                                                                                       |
|                | Marukawichthys ambulator                                                              |
|                |                                                                                       |
|                | Marukawichthys pacificus                                                              |
|                |                                                                                       |

|  | Marukawichthys ambulator |
|  |                          |
|  | Marukawichthys pacificus |
|  |                          |